# 因德雷霍弗德島
69°11′S 39°33′E / 69.183°S 39.550°E
因德雷霍弗德島，是南極洲的島嶼，位於毛德皇后地的哈拉爾王子海岸，處於北朗霍弗德角以西2.4公里的呂佐夫-霍爾姆灣東部，根據挪威探險隊拍攝的空中照片繪入地圖，現時由南極條約體系管理。

## 外部連結
- . . United States Geological Survey.   [2012-07-08].
- 本条目引用的公有领域材料来自美国地质调查局的文档《Indrehovdeholmen Island》 （資料來自地名信息系统）。